# El Torito
El Torito (z hiszp. mały byk) to sieć restauracji serwujących kuchnię meksykańską. Mieszczą się w Kalifornii, Arizonie i Oregonie.
Podobno rozszerzenie CD/DVD El Torito do standardu ISO 9660 nosi nazwę tych restauracji, ponieważ w jednej z nich, znajdującej się w Dolinie Krzemowej, zostało ono pierwotnie zaprojektowane.